# Miro (nome)
Miro  è un nome proprio di persona italiano maschile.

## Varianti
- Alterati: Mirino[3]
- Femminili: Mira[4]

## Origine e diffusione
Questo nome, con le sue numerose varianti maschili e femminili, può avere origini varie; in primo luogo, può essere una continuazione del nome augurale latino Mirus (letteralmente "ammirevole", dal verbo mirare), portato da un santo venerato localmente nel Comasco, a cui si deve la diffusione del nome. In altri casi, può essere una variante di Mirone, risalendo quindi al greco antico μύρον (myron, "mirra", "olio dolce", "profumo").
Inoltre, può costituire la forma abbreviata di diversi altri nomi comincianti per mir- o terminanti per -miro; in Slovenia, Croazia e nelle minoranze slave del Friuli-Venezia Giulia è generalmente derivato da nomi di origine slava come Miroslavo e Vladimiro ma, in generale, può derivare anche da diversa altri nomi, quali Palmiro, Adelmiro e Teodomiro.

## Onomastico
L'onomastico si festeggia il 10 o il 21 maggio in ricordo di san Miro di Canzo, eremita.

## Persone
- Miro, re dei Suebi
- Miro, cantautore italiano
- Miro di Canzo, religioso ed eremita italiano
- Miro Allione, docente, dirigente d'azienda e saggista italiano
- Miro Cerar, giurista e politico sloveno
- Miro Gamba, ingegnere e docente italiano
- Miro Gavran, scrittore, sceneggiatore, commediografo e drammaturgo croato
- Miro Luperi, partigiano italiano
- Miro Sassolini, cantante italiano
- Miro Tremolada, calciatore italiano